# Марсел Ламбер (фудбалер)
Марсел Ламбер (фр. Marcel Lambert), 1876. — ?) је бивши француски аматерски фудбалер.
Марсел Ламбер је био играч Racing Club de France када је позван да се придружи олимпијском тиму УСФСА који је представљао Француску на олимпијском фудбалском турниру 1900. у Паризу. Одиграо је обе утакмице против енглеског и белгијског тима, и постигао гол против Белгијанаца.
Овај турнир је сматран демонстрационим, али га је накнадно МОК признао као први фудбалски турнир на олимпијским играма и ретроактивно поделио медаље. Француска је тако освајањем другог места и освојила и сребрну медаљу, прву медаљу за француски фудбал на олимпијским играма. ФИФА и даље сматра овај турнир као демонстрациони.